# Leucocelis triliturata
Leucocelis triliturata är en skalbaggsart som beskrevs av Max Quedenfeldt 1884. Leucocelis triliturata ingår i släktet Leucocelis och familjen Cetoniidae. Utöver nominatformen finns också underarten L. t. basilewskyi.